# 괴산 각연사 비로전
괴산 각연사 비로전(槐山 覺淵寺 毘盧殿)은 충청북도 괴산군 칠성면, 각연사에 있는 법당이다. 1982년 12월 17일 충청북도의 유형문화재 제125호로 지정되었다.

## 개요
이 건물은 보물 제433호인 《석조비로자나불좌상》을 모시고 있는 불전이다. 처음 지은 시기는 알 수 없으나, 1975년에 중수할 때 발견된 기록에 의해, 인조 26년(1648), 효종 6년(1655), 광무 3년(1899) 그리고 1926년에 각각 중수하였음을 알 수 있다.
정면 3칸, 측면 3칸의 팔작지붕집이다. 초석은 신라 계통의 양식을 한 원형으로 그 위에 약간의 배흘림을 한 둥근 기둥을 세우고 있다. 전체적으로 단아한 모습을 보여주고 있다.
비로자나불은 연화장세계에 살며, 그 몸은 법계에 두루 차서 큰 광명을 비친다는 부처이다. 밀교에서는 대일여래하고도 한다.

## 같이 보기
- 각연사
- 괴산 각연사 석조비로자나불좌상 - 보물 제433호

## 참고 자료
- 괴산 각연사 비로전 - 국가유산청 국가유산포털